# Orbencarb
Orbencarb ist eine chemische Verbindung aus der Gruppe der Thiocarbamate. Orbencarb wurde von Kumiai Chemical als Herbizid entwickelt und 1970 auf den Markt gebracht.

## Gewinnung und Darstellung
Orbencarb kann durch Reaktion von Diethylamin mit Carbonylsulfid und deren Produkt mit 2-Chlorbenzylbromid gewonnen werden.

## Verwendung
Orbencarb wird im Getreide-, Mais-, Soja-, Baumwoll- und Kartoffelanbau verwendet. Die Wirkung ist abhängig von der Bodenfeuchte und nimmt ab, wenn die max. Feldkapazität unter 40–45 % sinkt.
Kulturpflanzen wie Mais tolerieren die Orbencarb-Behandlung, da sie dieses schnell zum Sulfoxid oder Sulfon oxidieren.

## Zulassung
In den Staaten der EU und in der Schweiz sind keine Pflanzenschutzmittel mit diesem Wirkstoff zugelassen.